# Budapesti memorandum

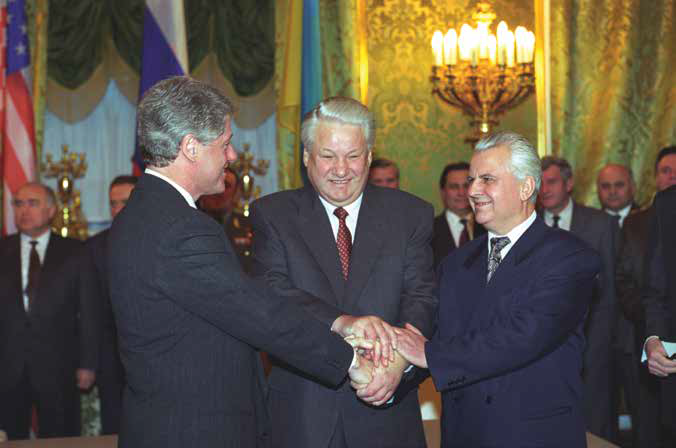
Clinton amerikai elnök, Jelcin orosz elnök és Kravcsuk ukrán elnök, miután 1994. január 14-én Moszkvában aláírták a háromoldalú nyilatkozatot

A budapesti memorandum elnevezésű többoldalú politikai nyilatkozatot 1994. december 5-én, Budapesten írták alá az Európai Biztonsági és Együttműködési Szervezet (EBESZ) Magyarország fővárosában megtartott konferenciáján. Az egyezmény nem kötelező érvényű biztonságpolitikai ígérvényeket fogalmaz meg az aláíró feleknek annak kapcsán, hogy Ukrajna, Fehéroroszország és Kazahsztán csatlakozott a nukleáris fegyverek korlátozásáról szóló atomsorompó egyezményhez. A memorandumot eredetileg három atomnagyhatalom, Oroszország, az Amerikai Egyesült Államok és az Egyesült Királyság írta alá. Később Kína és Franciaország is támogató nyilatkozatot adott ki.
A szerződés biztonsági garanciái Ukrajna, Fehéroroszország és Kazahsztán területi integritását vagy politikai függetlenségét érintő fenyegetés, illetve erőszak alkalmazása esetére vonatkoznak. Ukrajna ennek eredményeként 1994 és 1996 között leszerelte a világon a harmadik legnagyobbnak számító nukleáris fegyverarzenálját.
A 2014-es krími krízishelyzet kitörésekor az Egyesült Államok jelezte, hogy az orosz beavatkozás az Ukrajnának adott garanciákat szabályozó budapesti memorandum megszegésének minősül, és egyértelműen sérti Ukrajna szuverenitását és területi integritását.

## Fordítás
- Ez a szócikk részben vagy egészben  a   Budapest Memorandum on Security Assurances című angol Wikipédia-szócikk fordításán alapul.  Az eredeti cikk szerkesztőit annak laptörténete sorolja fel. Ez a jelzés csupán a megfogalmazás eredetét és a szerzői jogokat jelzi, nem szolgál a cikkben szereplő információk forrásmegjelöléseként.